# Alchfrith di Deira
Alchfrith, ovvero AlchfriÞ Deira Cyning (fl. VII secolo), è stato re di Deira (Inghilterra settentrionale) dal 655/656 al 664/665.

## Biografia
Figlio maggiore del re Oswiu, aveva probabilmente combattuto al suo fianco nella battaglia di Winwaed contro Penda, re di Mercia.  Ebbe in un primo momento il regno di Deira, come sovrano dipendente dal padre, venendo in questo modo probabilmente designato come erede al trono.
Fu amico di san Vilfrido di York, a cui donò il monastero di Ripon e fu probabilmente a favore il partito romano contro quello celtico nella questione religiosa sulla data di celebrazione della Pasqua, risolta infine nel sinodo di Whitby, tenutosi nel 664.
Sembra che si fosse tuttavia poco dopo ribellato al padre e che sia stato deposto, senza essere sostituito sul trono di Deira. Non si hanno sue notizie dopo il 664/665.

## Discendenza
Un possibile figlio potrebbe essere stato Osric di Northumbria.